# Vilhivți, Jîdaciv
Vilhivți (în ucraineană Вільхівці) este localitatea de reședință a comunei Vilhivți din raionul Jîdaciv, regiunea Liov, Ucraina.

## Demografie
Componența lingvistică a localității Vilhivți
     Ucraineană (99,77%)
     Alte limbi (0,23%)
Conform recensământului din 2001, majoritatea populației localității Vilhivți era vorbitoare de ucraineană (99,77%), existând în minoritate și vorbitori de alte limbi.